# Shaka Zulu (série télévisée)
Pour les articles homonymes, voir Shaka (homonymie).
Shaka Zulu est un feuilleton télévisé sud-africain réalisé par William C. Faure et écrit par Joshua Sinclair et diffusé du 24 octobre 1986 au 19 décembre 1986 sur South African Broadcasting Corporation (SABC). Il est fondé sur l'histoire de Shaka, roi de la nation zoulou de 1816 à 1828 et sur les écrits de négociateurs ayant traité avec lui. 

En France, les 10 épisodes de 50 minutes, sont remontés (certains plans jugés trop sanglants censurés) et diffusés en cinq téléfilms de 100 minutes à partir du 11 avril 1987 sur La Cinq. 

## Synopsis
Shaka, ce roi légendaire qui créa l'empire zoulou, était l'enfant illégitime d'un prince zoulou et d'une jeune fille de la tribu Elangeni : Nandi. Cette saga épique retrace le chemin parcouru par Shaka jusqu'au pouvoir, et la puissance de l'empire zoulou qu'il a su créer à l'époque des débuts de la colonisation britannique de l'Afrique australe. Ce redoutable guerrier, souvent comparé à Napoléon, va révolutionner le continent africain par ses stratégies guerrières et son armée invincible. Mais c'est aussi une bouleversante histoire d'amour entre une mère bafouée et son fils, qu'une soif de vengeance n'arrêtera pas…

## Épisodes

### Épisode 1
Après la guerre anglo-zouloue, la reine Victoria demande au roi destitué de l'empire zoulou de lui parler du légendaire Shaka Zulu. Tout commence lorsque le roi George IV charge le lieutenant Farewell de forger une alliance avec le roi des Zoulous.

### Épisode 2
Farewell et ses hommes, surnommés les « Hirondelles », sont emmenés vers la capitale pour rencontrer Shaka...

### Épisode 3
Le médecin Fynn commence la chronique de la vie de Shaka, qui est né d'un amour interdit entre Nandi et le prince zoulou Senzangakhona.

### Épisode 4
Nandi et le prince Senzangakhona finissent par se marier, mais leur union tourne mal, et Nandi est humiliée en public. Shaka menace de tuer son père pour l'avoir fait souffrir.

### Épisode 5
Shaka, devenu adolescent, est invité par Senzangakhona au royaume zoulou pour assumer son rôle d'héritier du trône.

### Épisode 6
Shaka part au cœur de la forêt Nkandla, pour faire forger sa nouvelle arme : « Ixwa », une lance investie de pouvoirs magiques. Peu après, le roi Senazangakona meurt et Shaka usurpe le trône...

### Épisode 7
De retour au présent, Shaka est victime d'une tentative d'assassinat. Il est blessé, et Fynn le soigne. En remerciement, il donne le port de Natal à Farewell.

### Épisode 8
Shaka donne l'ordre à Farewell et Fynn de l'aider dans sa guerre contre les Ndwandwes et leur roi Zwide.

### Épisode 9
Shaka envoie une délégation Zulu à au Cap, mais en arrivant, ils sont emprisonnés et maltraités...

### Épisode 10
Fynn ne réussit pas à sauver Nandi, qui était malade, et Shaka sombre dans une folie meurtrière : il décide de marcher vers le Cap avec son armée...

## Fiche technique
- Titre : Shaka Zulu
- Réalisation : William C. Faure
- Producteurs :
- Coproducteur : Frank Agrama
- Producteur délégué : Leon Rautenbach
- Sociétés de production :
- Langue : français, zoulou
- Musique : Dave Pollecutt
- Photographie :
- Montage : Bill Lenny A.C.E, Ettie Feldman
- Lieu : Natal (Afrique), Afrique du Sud
- Directeur artistique :
- Costumes :
- Maquillage :
- Chaîne : South African Broadcasting Corporation
- Pays d'origine :   Afrique du Sud
- Format :
- Genre : Roman historique
- Durée : 50 min par épisode
- Sortie : 1986

## Distribution
- Henry Cele (V.F: Pascal Renwick) : Shaka
- Edward Fox (V.F. : Michel Paulin) : Lieutenant Francis Farewell
- Robert Powell (V.F. : Michel Papineschi) : Dr. Henry Fynn
- Trevor Howard : Lord Charles Henry Somerset
- Fiona Fullerton : Elizabeth Farewell
- Christopher Lee (V.F. : Bernard Dhéran) : Lord Bathurst (en)
- Roy Dotrice – Le roi George IV
- Dudu Mkhize : Nandi
- Roy Dotrice : (V.F. : Jean-Pierre LeRoux) George IV du Royaume-Uni
- Gordon Jackson : Prof. Bramston
- Kenneth Griffith : Zacharias Abrahams
- Conrad Magwaza : Senzangakhona
- Patrick Ndlovu (V.F. : Sady Rebbot) : Mudli
- Roland Mqwebu (V.F: Christian Pelissier) : Ngomane
- Gugu Nxumalo : Mkabayi
- Tu Nokwe : Pampata
- Daphney Hlomuka : La Reine Ntombazi

## Commentaires
En France, la diffusion de Shaka Zulu est la conséquence du décret no 86-901 du 30 juillet 1986, qui réattribue La Cinq avant la fin de sa concession. Afin de ne pas laisser un écran noir, la chaîne est autorisée à continuer à émettre mais doit immédiatement cesser de diffuser des films de cinéma. Pour pallier ce manque de longs-métrages, la chaîne achète des mini-séries de prestige.

## Shaka Zulu 2
En 2001, un téléfilm en deux parties de 90 minutes chacune (ramené à un total de 120 minutes pour une exploitation cinéma dans certains pays) sera réalisé par Joshua Sinclair en forme de suite intitulée Shaka Zulu : The Citadel ou Shaka Zulu : The Last Great Warrior décrivant un épisode tardif de la vie du roi Shaka (à nouveau joué par Henry Cele) capturé par un navire négrier auquel il parvient à échapper avant de caresser le projet d’annihiler une bonne fois les colons britanniques. James Fox y remplacera son frère Edward Fox dans le rôle de Francis Farewell, aux côtés de David Hasselhoff, Karen Allen, Ken Marshall, Omar Sharif et Grace Jones.